# Puffin Island (ö i Irland)
Puffin Island (iriska: Oileán na gCánóg) är en ö i republiken Irland.   Den ligger i grevskapet Ciarraí och provinsen Munster, i den sydvästra delen av landet, 300 km sydväst om huvudstaden Dublin.